# Regla
Regla – miejscowość i gmina na Kubie, administracyjnie część Hawany, dawniej samodzielne miasto, położone na południowo-wschodnim wybrzeżu Zatoki Hawańskiej. W 2011 roku gmina liczyła 42 892 mieszkańców.
Miasto zostało założone w 1687 roku, powstało wokół sanktuarium maryjnego. W epoce kolonialnej było istotnym ośrodkiem przemytniczym. W XIX wieku osiadło tu wielu uwolnionych niewolników, za sprawą czego Regla do dziś pozostaje znaczącym ośrodkiem kultury afrokubańskiej, w tym kultu santerii.
Regla stanowi przemysłowe przedmieście Hawany, jest ważnym ośrodkiem portowym. Połączenia promowe łączą ją z położonym na przeciwnym brzegu zatoki historycznym centrum Hawany.